# ياسر علي (فلسطيني)
ياسر علي (1969-) هو صحفي وشاعر فلسطيني ولد في مخيم تل الزعتر في لبنان لعائلة فلسطينية لاجئة. درس المرحلة الأساسية في مدرسة يبنا التابعة لوكالة غوث وتشغيل اللاجئين الفلسطينيين في مخيم برج البراجنة، ودرس المرحلة الثانوية في مدرسة الإيمان، ونال درجة البكالوريوس في المحاسبة وإدارة المكاتب، ودرجة البكالوريوس في الأدب العربي من جامعة بيروت العربية، ودرجة الماجستير في الدراسات الإسلامية في جامعة الإمام الأوزاعي الإسلامية عام 2004.

## حياته المهنية
عمل ياسر علي في المحاسبة، وعمل مشرفاً على الصفحة الثقافية في مجلة الأمان اللبنانية. انتمى للتيار الإسلامي منذ شبابه، وبرز في العمل الطلابي كمسؤول ثقافي في الرابطة الإسلامية لطلبة فلسطين. أسس نشرة الأرض ونشرة الإسراء، وكان عضواً في الاتحاد العام للكتاب والصحفيين الفلسطينيين في لبنان منذ 2000.
منذ عام 2009، شغل منصب المدير العام لمؤسسة العودة الفلسطينية، ويشرف على مشروع حصاد الإبداع والتقرير السنوي منذ 2016. كان عضواً في الأمانة العامة للمؤتمر الشعبي لفلسطينيي الخارج منذ 2017. كان من مؤسسي إذاعة الفجر في المجال الإعلامي، وقدَّم البرنامج الفلسطيني، وكتب في عدة مجلات وصحف، وأسس مجلة البراق وترأس تحريرها في الفترة الممتدة بين الأعوام (2004-2007)، وساهم في تأسيس مجلة العودة (2007) وترأس تحريرها حتى 2012.

## مؤلفاته
- شَعَب وحاميتها (قرية شَعَب الجليلية والدفاع عنها) 2004.[1]
- المجازر الإسرائيلية بحق الشعب الفلسطيني عام 2009.
- ديوان خلف أسوار الهوى عام 2011.
- كلمات على طريق العودة (مشترك، 2013).